# Wolnica Niechmirowska
Wolnica Niechmirowska est une localité polonaise de la gmina de Burzenin, située dans le powiat de Sieradz en voïvodie de Łódź.